# Gończy gaskoński
Gończy gaskoński – rasa psa, należąca do grupy psów gończych i posokowców, zaklasyfikowana do sekcji psów gończych. Podlega próbom pracy.

## Rys historyczny
Rasa powstała w XVIII wieku w wyniku krzyżowania petit bleu de gascogne'a z szorstkowłosymi gryfonami.
Pierwotnym przeznaczeniem było polowanie na zające.

## Wygląd
Uszy długie, płasko przylegające do głowy. Tułów prosty i długi.
Szata przylegająca i szorstka, na udach gęstsza. 
Umaszczenie jest błękitnawe, dereszowate dzięki sierści złożonej z białych i czarnych włosów. Typowe są czarne łaty i podpalanie, głównie na głowie.

## Zachowanie i charakter
Pogodny, przyjazny i pilny.

## Popularność
Jeden z najrzadszych gończych francuskich.